# Рошаль Олександр Борисович
Олександр Борисович Рошаль (рос. Александр Борисович Рошаль; 26 серпня 1936, Москва, Російська РФСР — 21 травня 2007, Москва, Росія) — шаховий журналіст, майстер спорту СРСР з шахів (1963 рік), заслужений тренер РРФСР (1967), заслужений працівник культури, видавець і головний редактор журналу «64 — Шаховий огляд». Автор низки популярних книг про шахи.

## Життєпис
Батька Олександра — Бориса Рошаля заарештували 27 серпня 1937 року і через кілька місяців розстріляли. Матір Олександра заслали в Актюбінськ як «члена сім'ї зрадника Батьківщини». В Актюбінську Олександр навчився грати в шахи. 1951 року, восьмикласником, став чемпіоном Актюбінської області з шахів серед дорослих.
Закінчив школу робітничої молоді з срібною медаллю. Як син «ворога народу», мав труднощі з вступом до інститут. Зрештою, йому вдалося вступити до Московського інституту геодезії і картографії. Пізніше Рошаль перейшов на факультет журналістики МДУ, який і закінчив. Одночасно вів тренерську діяльність в шаховому клубі Московського міського палацу піонерів і школярів.
1968 року разом з тодішнім чемпіоном світу Тиграном Петросяном почав випускати шаховий тижневик «64», який в 1981 року був перетворений на журнал «64-Шаховий огляд». У 1968 — 1979 роках був відповідальним секретарем тижневика «64», у 1980—1990 роках — заступником головного редактора, фактично — керівником видання. Номінальним головним редактором в ті роки був чемпіон світу з шахів Анатолій Карпов, з яким Рошаля також пов'язувала багаторічна дружба.
1992 року журнал припинив випуск через фінансові проблеми. Пізніше Олександр Рошаль відновив випуск журналу і став його видавцем і головним редактором. Велику спонсорську підтримку журналу надавав президент Міжнародної шахової федерації (ФІДЕ) Кірсан Ілюмжинов. З журналом співпрацювали журналісти, які стали відомими газетярами: Євген Гік — «Московський комсомолець», Леонід Гвоздьов — «Московська правда», Сергій Лєсков — «Известия», Ігор Ленський — «Правда», Альберт Міннуллін — «Комсомольська правда». У виданні Рошаля починалася кар'єра популярного світського фотографа Валерія Левітіна.
Починаючи з 1978 року Олександр Рошаль був спеціальним кореспондентом ТАРС, Всесоюзного радіо і телебачення на багатьох міжнародних змаганнях. Шаховий оглядач РИА Новости. Вів репортажі з міжнародних змагань та матчів на першість світу з шахів.
Тривалий час його вважали шаховим журналістом № 1 в СРСР і РФ.
Був двічі одружений. Дві дочки: Катерина та Юлія.
Від старшої доньки Катерини внучка Марія (н. 1996) і онук Олександр (н. 2006), названий на честь дідуся.
Помер 21 травня 2007 після тривалого онкологічного захворювання. Похований на Востряковському цвинтарі в Москві.